# Dave Nonis
David M. Nonis (Burnaby, 25 maggio 1966) è un dirigente sportivo ed ex hockeista su ghiaccio canadese, fino al 2015 Director of Hockey Operations dei Toronto Maple Leafs, squadra canadese della NHL e General Manager dei Toronto Marlies, squadra canadese dell'AHL.

## Carriera

### Giocatore
Nonis gioca nel NCAA College Hockey negli USA alla University of Maine, colleziona 14 goal e 78 punti in 153 partite dal 1984 al 1988. Nonis gioca un anno nell'hockey professionistico in Danimarca e nel 1989 ritorna alla University of Maine.

### General Manager
Nonis diventa il general manager dei Vancouver Canoucks nel 2004. Prima di questo, fu per sei anni Vice Presidente e direttore dell'hockey del franchise (professional sport league organization).